# Ndendé
Ndendé è un centro abitato del Gabon, situato nella provincia di Ngounié.